# Cosmophasis chlorophthalma
Cosmophasis chlorophthalma là một loài nhện trong họ Salticidae.
Loài này thuộc chi Cosmophasis. Cosmophasis chlorophthalma được Eugène Simon miêu tả năm 1898.